# Next Generation Combat Vehicle
Next Generation Combat Vehicle (NGCV; «бойова машина наступного покоління») — сучасна програма Армії США, що передбачає розробку та отримання бойових броньованих машин в майбутньому. Програма містить такі підпрограми:
- Optionally Manned Fighting Vehicle (OMFV; «опціонально залюднена бойова машина») — заміна для M2 Bradley.
- Armored Multi-Purpose Vehicle (AMPV; «броньована багатоцільова машина») — заміна для M113.
- Mobile Protected Firepower (MPF; «мобільна захищена вогнева міць») — розробка легкої та захищеної машини вогневої підтримки (легкого танка).
- Robotic Combat Vehicle (RCV; «роботизована бойова машина») — розробка роботизованих бойових машин в легкій, середній та важкій категоріях.
- Decisive Lethality Platform (DLP; «платформа вирішальної летальності») — заміна для M1 Abrams.

## Історія
Програма була запущена 2017 року й запланована до 2035. Попередньою подібною програмою була Ground Combat Vehicle, скасована 2009 року. У тендері беруть участь Lockheed Martin, GS Engineering, Hodges Transportation, Roush Industries, SAIC, Moog Inc..